# لوری (فرانسه)
لوری (فرانسه) (به فرانسوی: Lorris) یک کمون در فرانسه است که در Canton of Lorris واقع شده‌است.

## خصوصیات
لوری ۴۴٫۹۱ کیلومترمربع مساحت و ۲٬۹۴۱ نفر جمعیت دارد.